# Semnan (provins)
Semnan (persisk: استان سمنان, translitteration: ostān-e Semnān) er en af de 30 provinser i Iran. Den ligger i den nordlige del af landet og dens hovedby er Semnan. Provinsen dækker en areal på 97.491 kvadratmeter og strækker sig langs Alborz-bjergene og grænser mod Dasht-e Kavir-ørkenen i den sydlige del.
I 1996 havde provinsen en befolkning på 501.000, og i 2005 havde byen Semnan (provinsens hovedby) en befolkning på 119.778, og byen Shahroud, som er den største by i provinsen, havde en befolkning på 131.831. 